# Chlorita wemmera
Chlorita wemmera är en insektsart som beskrevs av Pieter D. Theron 1988. Chlorita wemmera ingår i släktet Chlorita och familjen dvärgstritar. Inga underarter finns listade i Catalogue of Life.